# Василишин Євстахій
Євстахій Василишин (* 24 грудня 1897, Тернопіль — 29 червня 1974, Вінніпег) — діяч української діаспори в Канаді. Перший Голова Української стрілецької громади Канади.
У 1918 вступив до Січових Стрільців, був поранений у бою за Львів. Став членом Української військової організації. У 1924 Є. Василишин імігрував у Канаду, де розпочав працю в українській громаді.
Став організатором і першим президентом Української стрілецької громади Канади. З 1928 по 1930 Є. Василишин також виконував функцію президента в 1945—1947 і в 1950—1952.
Був засновником Українського канадського конґресу (колишнього Комітету) і Осередку, Українського культурного і освітнього Центру у Вінніпезі, який був під протекцією Українського національного об'єднання.
У 1949—1950 працював директором Українсько-канадського визвольного фонду, який надавав допомогу у поселенні в Канаді багатьом біженцям з таборів ІІ Світової війни.